# 고메효
고메효(コメ兵)는 일본의 상업시설로, 1947년 중고 의류 도매점으로 처음 문을 열었다. 나고야 본점을 비롯해 신주쿠, 유라쿠초, 시부야, 요코하마, 오사카, 고베 등 9개의 매장을 운영하고 있다. 주로 명품 전문점을 표방하고 있다.